# 내사 (관직)
내사(內史)는 중국의 옛 관직이자, 이 관직이 관할하는 지역이다. 지역명으로서는 내사지(內史地)의 준말이다.

## 개요
《주례》에 따르면 임금을 보좌하는 중앙 관직으로 비서·치법·정치·재정 등의 광범위한 업무를 담당하는 것으로 나타난다. 진나라에서는 경사 지역의 현을 관할하고 재정을 담당하며, 그외에 군사 등 여러 분야도 담당하고 있었다. 진나라의 현이 늘어나 군이 설치되기 전까지는 내사가 모든 현을 총괄했으며, 진나라의 영역이 점차 넓어짐에 따라 내사의 관할을 경사 지역으로 국한시키고 그 외의 지역에서는 군수가 현을 관할하게 한 것으로 보인다. 한편 군을 따로 설치하지 않은 경사 지역이 내사가 관할하는 지역, 즉 내사지가 되었고, 이 내사지를 내사라고 하면서 내사라는 말은 관제와 지역을 모두 가리키는 말이 되었다.
전한 역시 진나라의 제도를 이어받아 내사를 설치했는데, 중앙 정부의 재정 관련 업무를 맡음과 함께 진나라의 내사 지역의 현에 중앙의 명령을 전달하는 현의 상급 행정 관직의 면모도 여전히 보이고 있었다. 한나라는 원래 서울이 남정이었으나 삼진을 정복한 뒤 임시적으로 관중의 약양으로 옮겼으며, 그 당시에는 관중에 위남군·하상군·중지군을 설치했으나 중국을 통일하고 서울을 장안으로 정하면서 모두 폐지하고 내사의 관할로 넘겼다. 그런데 한나라의 내사는 진나라의 내사와는 달리 현의 상급기관으로서의 지방관 외의 다른 지방 행정 업무는 다른 지방관들이 대신하여 한나라의 군수(태수)보다 그 권한이 적었다. 내사가 경제 방면의 장관과 현을 관할하는 지방 장관을 겸하는 이런 모습은 역시 경제장관이라 할 수 있는 치속내사와의 구분이 아직 명확하지 않았다는 것도 보여준다.
한나라의 내사는 문제 이후에 좌·우내사로 양분되고, 무제 이후에는 우내사가 둘로 나뉘면서 경조윤·좌풍익·우부풍의 세 지방 장관이 설치되어 '삼보'라 하는 특수 행정 장관과 구역이 만들어졌다. 삼보는 이전의 내사의 관할구역을 이어받음과 함께 임무로는 군수와 비슷한 행정장관이었으며, 그와 함께 중앙 정부는 관중의 현에 직접 간섭하지 않게 되었다. 이는 이 지역을 중앙조정의 직할지에서 지방행정구역으로 전환하는 인식 변화를 보여준다. 한편 재정장관으로서 내사의 성격은 치속내사에 남았고, 치속내사는 대농령을 거쳐 대사농으로 이름이 바뀌었다. 결국 한나라의 내사의 역할은 행정장관으로서는 삼보로, 재정장관으로는 대사농으로 분화되어 계승되었다고 할 수 있다.
한편 한나라의 제후왕국에도 내사를 두어 한나라와 유사한 직책, 즉 재정장관과 각 제후왕국의 경사 지역의 통치를 맡았다. 오초칠국의 난이 진압된 이후인 경제 중5년(기원전 146년)에 제후왕의 실권을 박탈하면서 제후왕국의 관직을 대대적으로 생략하고 개편했을 때에도 내사는 남아 있었다. 성제 때인 수화 원년(기원전 8년)에 내사를 폐지하고 그 업무도 상이 맡으면서, 제후상은 완전히 태수와 같은 직책이 되었다.
한동안 폐지된 이 직책은 서진 태강 10년(289년)에 다시 도입되었는데, 제후상의 새로운 명칭으로 이름만 빌어다 쓴 것이다. 업무도 기존의 제후상과 마찬가지로 제후왕이 봉해진 군에서 태수를 대신하는 것이었다.

## 진나라의 내사지
| 현명      | 한자      | 대략적 위치                                    | 비고                                                                                                |
| --------- | --------- | ---------------------------------------------- | --------------------------------------------------------------------------------------------------- |
| 함양      | 咸陽      | 셴양 시 시 웨이청 구 함양 옛 성 유적           | 진나라 봉니 '함양승인'(咸陽丞印) 외 다수                                                            |
| 빈양      | 頻陽      | 웨이난 시 푸핑 현 메이위안 진 고성촌           | 진나라 봉니 '빈양승인'(頻陽丞印) 외 다수                                                            |
| 중천      | 重泉      | 웨이난 시 푸청 현 쑨 진 중천고성               | 진나라 봉니 '중천승인'(重泉丞印) 외 다수                                                            |
| 영진      | 寧秦      | 웨이난 시 화인 시 남동 영진고성                | 진나라 봉니 '영진승인'(寧秦丞印) 외 다수                                                            |
| 하규      | 下邽      | 웨이난 시 린웨인 구 하규현성 유지              | 진나라 봉니 '하규승인'(下邽丞印) 외 다수                                                            |
| 고릉      | 高陵      | 시안 시 가오링 구 남서                         | 진나라 봉니 '고릉'(高陵) 외 다수                                                                    |
| 남전      | 藍田      | 시안 시 란톈 현 서쪽 30리 진남전고성           | 진나라 봉니 '남전승인'(藍田丞印) 등                                                                 |
| 두        | 杜        | 시안 시 옌타 구 산먼커우 향 선자차오 촌 일대   | 진나라 봉니 '두승지인'(杜丞之印) 등                                                                 |
| 지양      | 芷陽      | 시안 시 린퉁 구 유왕 촌과 훙치푸 촌 사이       | 진나라 봉니 '지양승인'(芷陽丞印) 등                                                                 |
| 운양      | 雲陽      | 셴양 시 춘화 현 북서                           | 진나라 봉니 '운양승인'(雲陽丞印) 등                                                                 |
| 폐구 발구 | 廢丘 發丘 | 셴양 시 싱핑 시 남동 10리                      | 진나라 봉니 '폐구승인'(廢丘丞印), '발구승인'(發丘丞印) 등                                           |
| 태        | 斄        | 바오지 시 푸펑 현 남서                         | 진나라 봉니 '태승지인'(斄丞之印) 등                                                                 |
| 미양      | 美陽      | 바오지 시 푸펑 현 파먼 사                      | 진나라 봉니 '미양'(美陽) 등                                                                         |
| 임진      | 臨晉      | 웨이난 시 다리 현                              | 진나라 봉니 '임진승인'(臨晉丞印) 등                                                                 |
| 회덕 괴덕 | 懷德 壞德 | 웨이난 시 다리 현 남                           | 진나라 봉니 '회덕승인'(懷德丞印), '괴덕승인'(壞德丞印) 등                                           |
| 미        | 郿        | 바오지 시 메이 현 북동                         | 진나라 봉니 '미승지인'(郿丞之印) 등                                                                 |
| 희        | 戲        | 시안 시 린퉁 구 북동 40리 희수 밖              | 진나라 봉니 '희승지인'(戲丞之印) 등                                                                 |
| 상        | 商        | 상뤄 시 단펑 현 단 강 북안 상읍고성 유지       | 진나라 봉니 '상승지인'(商丞之印) 등                                                                 |
| 옹        | 雍        | 바오지 시 펑샹 현 남 진옹고성                  | 진나라 봉니 '옹승지인'(雍丞之印) 등                                                                 |
| 약양      | 櫟陽      | 시안 시 옌량 구 우툰 진 진약양고성             | 진나라 봉니 '약양우공실승'(櫟陽右工室丞) 등                                                         |
| 정        | 鄭        | 웨이난 시 화저우 구                            | 진나라 봉니 '정승지인'(鄭丞之印) 등                                                                 |
| 여읍      | 麗邑      | 시안 시 린퉁 구 진시황릉 북 2.5 m 류자 촌 일대 | 진나라 봉니 '여읍승인'(麗邑丞印) 등                                                                 |
| 적도      | 翟道      | 옌안 시 황링 현                                | 진나라 봉니 '적도승인'(翟道丞印) 등                                                                 |
| 괴리      | 槐里      | 바오지 시 메이 현 남동 화이야 진?              | 진나라 봉니 '괴리시구'(槐里市久)                                                                    |
| 순읍      | 旬邑      | 셴양 시 쉰이 현 북동                           | 진나라 봉니 '순읍위인'(旬邑尉印) 등                                                                 |
| 합양      | 合陽      | 웨이난 시 허양 현                              | 진나라 과 명문 '십칠년승상계장조, 합양희, 승겸, 고, 공사'(十七年丞相启狀造, 合陽喜, 丞兼, 庫, 工邪) |
| 두양      | 杜陽      | 바오지 시 린유 현 북서                         | 전세 진나라 도장 '두양좌위'(杜陽左尉) 등                                                            |
| 호치      | 好畤      | 셴양 시 첸 현 남동 진호치고성                  | 진나라 봉니 '호치승인'(好畤丞印) 등                                                                 |
| 견        | 汧        | 바오지 시 룽 현 남                             | 진시황릉 터에서 출토된 진나라 도기에 '견남'(汧南)                                                   |
| 칠        | 漆        | 셴양 시 빈 현                                  | 진나라 봉니 '칠승지인'(漆丞之印) 등                                                                 |
| 상락      | 上雒      | 상뤄 시 상저우 구                              | 진나라 봉니 '상락승인'(上雒丞印) 등                                                                 |
| 아        | 衙        | 웨이난 시 바이수이 현 북동                     | 진나라 봉니 '아승지인'(衙丞之印) 등                                                                 |
| 하양      | 夏陽      | 웨이난 시 한청 시 지촨 진 북 하양고성 유지     | 진나라 봉니 '하양승인'(夏陽丞印) 등                                                                 |
| 익양      | 弋陽      | 시안 시 가오링 구 남서                         | |
| 무성      | 武城      | 웨이난 시 화저우 구 북동                       | 전세 진나라 과에 '무성'(武城)                                                                       |
| 괵        | 虢        | 바오지 시 천창 구 궈 진                        | 진나라 봉니 '곽승□□'((高+丅)丞□□)                                                                   |
| 풍        | 酆        | 시안 시 후이 구                                | 진나라 봉니 '풍승'(酆丞)                                                                            |
| 선사공    | 船司空    | 웨이난 시 퉁관 현 북                           | 진나라 봉니 '선사공승'(船司空丞) 등                                                                 |
| 호        | 湖        | 싼먼샤 시 링바오 시 서                         | 진나라 봉니 '호인'(胡印) 등                                                                         |
| 진창      | 陳倉      | 바오지 시 진타이 구·웨이빈 구 일대             | |
| 정        | 征        | 웨이난 시 푸청 현 정현고성 유지                | |

## 참고 문헌
- 전혜란: 《한·진초의 내사와 군》, 중국고중세사연구 32, 2014, 35-89